# Institut Mediterrani d’Estudis Avançats
L'Institut Mediterrani d'Estudis Avançats (IMEDEA) és un centre de recerca mixt creat el 1986 amb el nom d'Institut d'Estudis Avançats, que posteriorment, en 1995, adoptaria el nom pel qual és conegut actualment, gràcies a un acord entre el Consell Superior d'Investigacions Científiques (CSIC) i la Universitat de les Illes Balears (UIB).

## Història
L'Institut Mediterrani d'Estudis Avançats (IMEDEA) és el primer institut de recerca universitària de la UIB. Va iniciar la seva marxa el 16 d'abril de 1986, amb una proposició no de llei (RGE 528/86) al Parlament de les Illes Balears. A l'any següent, el 7 de novembre de 1987, neix l'Institut d'Estudis Avançats com un centre depenent de la Universitat de les Illes Balears (UIB) i el Consell Superior d'Investigacions Científiques (CSIC). En aquell moment, l'IEA s'organitza en tres departaments que, en aquell moment, eren anomenats Unitats Estructurals: Recursos Naturals, Lògica Matemàtica (que posteriorment fou anomenat Ciències Cognitives) i Filologia Catalana.
El 19 de juny de 1995 s'estableix un nou conveni específic entre la UIB i el CSIC, pel qual es reestructura l'IEA, que passa a denominar-se Institut Mediterrani d'Estudis Avançats (IMEDEA), que es constitueix en dos Departaments: Recursos Naturals i Física Interdisciplinària. El desembre de 1995 se signa un conveni entre el CSIC i l'Ajuntament d'Esporles (Mallorca), per la qual aquest Ajuntament atorga al CSIC la cessió per 99 anys de l'edifici i el terreny adjacent que ocupen les antigues escoles municipals (Ses Escoles Velles), comprometent-se el CSIC, al seu torn, a la rehabilitació de l'edifici i a la ubicació, en el mateix, de l'IMEDEA. Posteriorment, s'arriba a un acord pel qual el CSIC adquireix en propietat l'edifici i el terreny.
Entre el 1997 i el 1999 es porten a terme unes obres a l'edifici que permeten que l'IMEDEA disposi de seu pròpia. Fins aquell moment, el seu personal estava dispers, en els diferents departaments i dependències de la UIB. El setembre de 2001 s'inaugura oficialment l'edifici, amb la presència de la ministra de Ciència i Tecnologia Anna Birulés i Bertran, el president de la Comunitat Autònoma de les Illes Balears, Francesc Antich, el president del CSIC, Rolf Tarrach Siegel, el rector de la UIB, Llorenç Huguet i Rotger, i el batlle d'Esporles, Jaume Pou i Reinés. Dos anys més tard, el 2003, s'inicien les obres d'ampliació de la seu d'Esporles, amb la construcció d'un nou edifici annex, que s'inaugura oficialment el juny del 2008 amb la presència del President del Govern de les Illes Balears, Francesc Antich Oliver, el president del CSIC, Rafael Rodrigo Montero, la rectora de la UIB, Montserrat Casas Ametller, i el batlle d'Esporles, Miquel Ensenyat Riutort. En paral·lel, el 2006 es va acordar la segregació del departament de Física Interdisciplinària a partir del qual, el 2007, es va crear un nou institut, també participat pel CSIC i la Universitat de les Illes Balears, l'Institut de Física Interdisciplinària i Sistemes Complexos (IFISC). El 2008 culminà la reestructuració de l'IMEDEA que passa a estar format per l'àrea de Serveis Generals i quatre departaments de recerca: el departament d'Ecologia i Recursos Marins, el departament d'Investigació del Canvi Global, el departament de tecnologies Marines, Oceanografia Operacional i Sostenibilitat i el departament de Biodiversitat i Conservació.

## Ubicació, instal·lacions i funcions
El centre està situat al municipi d'Esporles, a l'illa de Mallorca, on té la seu, i compta amb 5.000 m² de laboratoris, gestionant dues instal·lacions singulars: l'Estació de Recerca Costanera del Cap de Ses Salines i algunes infraestructures de l'Escola Nacional de Vela de Cala Nova en col·laboració amb el Govern de les Illes Balears i l'Autoritat Portuària de Balears.
L'IMEDEA, que agrupa prop de 150 investigadors (2005), entre personal de la UIB i del CSIC, té com a missió contribuir a l'avanç del coneixement dels ecosistemes marins, costaners i insulars per preservar-los i restaurar-los. S'ocupa d'investigar per tal d'aconseguir un desenvolupament sostenible de les zones litorals i analitzar les causes i impactes antropogènics i de canvi global que les amenacen. La tasca de l'IMEDEA es dirigeix a la recerca interdisciplinària i global al voltant de la investigació marina, tant pel que fa a l'oceanografia costanera, com a l'oceanografia de mar obert, a la modelització del medi marí, o a les ones de superfície, entre altres objectius. Entre els projectes de recerca de l'IMEDEA es troben molts que tenen lloc a la Mediterrània, considerat com un laboratori reduït dels oceans del planeta.

## Direcció
- 1987-1988 Carlos Manuel Angulo Carranza
- 1988-1993 Jordi Lalucat Jo
- 1993-1994 Clara Antonia Díez de Bethencourt
- 1994-1996 Enric Decals Callisen
- 1996-1999 Enrique Tortosa Martorell
- 1999-2008 Joaquín Tintoré Subirana[1]
- 2008-2016 Beatriz Morales Nin[4]
- 2016-2020 Jorge Terrados Muñoz[5]
- 2020-  Gotzon Basterretxea Oyarzabal[6]